# Sejo Bukva
Sejo Bukva (Sokolac, 16 settembre 1966) è un ex cestista bosniaco, fino al 1992 jugoslavo.

## Carriera
Con la Bosnia ed Erzegovina ha disputato i Campionati europei del 1997.

## Palmarès
- Coppa di Croazia: 1

Spalato: 1993